# El Bohodón
El Bohodón – gmina w Hiszpanii, w prowincji Ávila, w Kastylii i León, o powierzchni 22,09 km². W 2011 roku gmina liczyła 136 mieszkańców.